# Де Ируаррисага, Альфонсо
Альфонсо Маркос де Ируаррисага Хосес де ля Гвардиа (исп. Alfonso Marcos de Iruarrízaga Hoces de la Guardia; 22 августа 1957 года, Сантьяго) — стрелок, выступавший в дисциплине скит и представлявший Чили, участник трёх Олимпиад. Серебряный призёр Олимпиады в Сеуле.

## Карьера
Альфонсо де Ируаррисага начал заниматься спортивной стрельбой в тринадцатилетнем возрасте. Первым успехом в карьере чилийца стала серебряная медаль, завоёванная чилийской командой на Панамериканских играх 1979 года в ските. Через четыре года, в Каракасе чилийцы стали третьими, завоевав бронзовую медаль.
В 1984 году де Ируаррисага впервые выступил на Олимпиаде. В Лос-Анджелесе он занял 26 место в ските.
Через четыре года чилиец выступил на сеульских Играх более удачно. В квалификации он показал одинаковый результат с Акселем Вегнером из ГДР (по 198 очков). В финальном раунде немец промахнулся лишь однажды, разбив 24 мишени, а чилиец ошибся дважды, набрав итоговую сумму 221 балл, которая позволила ему занять второе место. Де Ируаррисага стал единственным чилийцем, завоевавшим медали на Олимпиаде 1988 года и первым чилийским медалистом за 32 года (после Игр в Мельбурне).
В 1989 году Альфонсо де Ируаррисага стал президентом фирмы Tес harseim, которая занимается производством оружия. По состоянию на 2015 год он продолжает являться бессменным руководителем этого предприятия.
На Олимпиаде в Барселоне чилиец не смог побороться за медаль, стал только 42-м, после чего завершил спортивную карьеру и сфокусировался на собственном бизнесе.

## Выступления на Олимпийских играх
| Игры              | Скит |
| ----------------- | ---- |
| Лос-Анджелес-1984 | 26   |
| Сеул-1988         | 2    |
| Барселона-1992    | 42   |